# For Us, The Living: A Comedy of Customs
For Us, The Living: A Comedy of Customs är en science fiction-roman av Robert A. Heinlein som skrevs 1938 men som publicerades för första gången först 2003. Boken innehåller ett flertal teman och filosofiska drag som Heinlein fortsatte att utveckla i kommande böcker. Den publicerade utgåvan innehåller ett efterord av Robert James som beskriver hur det enda exemplaret av denna "försvunna" bok till slut fanns i ett garage.

## Utgåvor
- January 2004, Scribner Book Company, ISBN 5-551-28585-5
- January 2004, Scribner Book Company, ISBN 5-551-28586-3
- January 6, 2004, Scribner, hardcover, 288 pages, ISBN 0-7432-5998-X
- December 1, 2004, Pocket Books, paperback, 352 pages, ISBN 0-7434-9154-8